# Högräntefond
En högräntefond placerar primärt i företagsobligationer med olika lång räntebindning emitterade från ickefinansiella företag. En del förvaltare kan också investera i andra typer av räntebärande värdepapper. En högräntefond har högre risk för den enskilde investeraren än en penningmarknadsfond (kort räntefond). Risken i fonden och därmed också potentiell avkastning avgörs av hur stor andel obligationer som är Investment Grade (god kreditvärdighet) respektive High Yield (sämre kreditvärdighet).